# ばってん荒川 ぴら〜っと登場!
ばってん荒川 ぴら〜っと登場!（ばってんあらかわ ぴらーっととうじょう）は、熊本放送で1971年から2006年まで放送されていたラジオ番組である。

## パーソナリティー
- ばってん荒川
- 安藤黒竜
- 小宮恵子（熊本放送アナウンサー）

## 放送時間
- 毎週月曜日20:00～20:55（終了時点）
- 月曜日19:10～20:00（2006年4月 - 9月）
以前は月曜日19:30～21:00→19:40～20:40に放送されていた。

## 荒川の逝去と番組の終焉
荒川は、2006年3月から糖尿病治療のために芸能活動を休止後も、同年5月29日放送分に出演するなどして、復帰が期待されたが、同年10月22日11時23分、熊本市内の病院で膀胱癌による心不全のため、69歳で逝去。死後翌日の10月23日は放送日に当たっており、急遽番組内容を変更し、追悼特集を組んだ。荒川の死去に伴い、翌週の10月30日放送をもって1971年の放送開始から35年の長きに渡り親しまれきた放送に幕を降ろした。

## 番組終了後
11月からは、この番組でもお馴染みの肥後狂句をメインとした後継番組「ラジオおもしろ肥後狂句工房!」がスタートし放送されていたが、この番組は2009年3月29日放送をもって終了。4月からは「桂木まやのシャバダバサタデー」内で第2・第4土曜日11時30分頃に番組の1コーナーとして、肥後狂句を放送する事になった。

## コーナー

### 肥後狂句
肥後狂句とは与えられた「笠」と呼ばれる課題の下に、七・五で文章を作る言葉遊びである。
文章と言うよりは「話し言葉」のように作るほうが、味が出てよいと言われている。